# 212 км (зупинний пункт)
Платформа 212 км — пасажирський залізничний зупинний пункт Дніпровської дирекції Придніпровської залізниці на електрифікованій лінії Нижньодніпровськ-Вузол — Синельникове II між станціями Ігрень (7 км) та Іларіонове (4 км). Розташований в селищі міського типу Сад Синельниківського району Дніпропетровської області. Поруч пролягають автошляхи територіального значення Т 0401, Т 0442.

## Пасажирське сполучення
На зупинному пункті 219 км зупиняються приміські електропоїзди.